# Clinique psychiatrique universitaire de Zurich
La clinique psychiatrique universitaire de Zurich (en allemand Psychiatrische Universitätsklinik Zürich), connue sous le nom de Burghölzli, est un établissement psychiatrique rattaché à l’université de Zurich. Son nom est particulièrement lié à la diffusion de la psychanalyse entre 1904 et 1913, et aux personnalités d'Eugen Bleuler et de Carl Gustav Jung.

## Histoire

### Création de l'hôpital

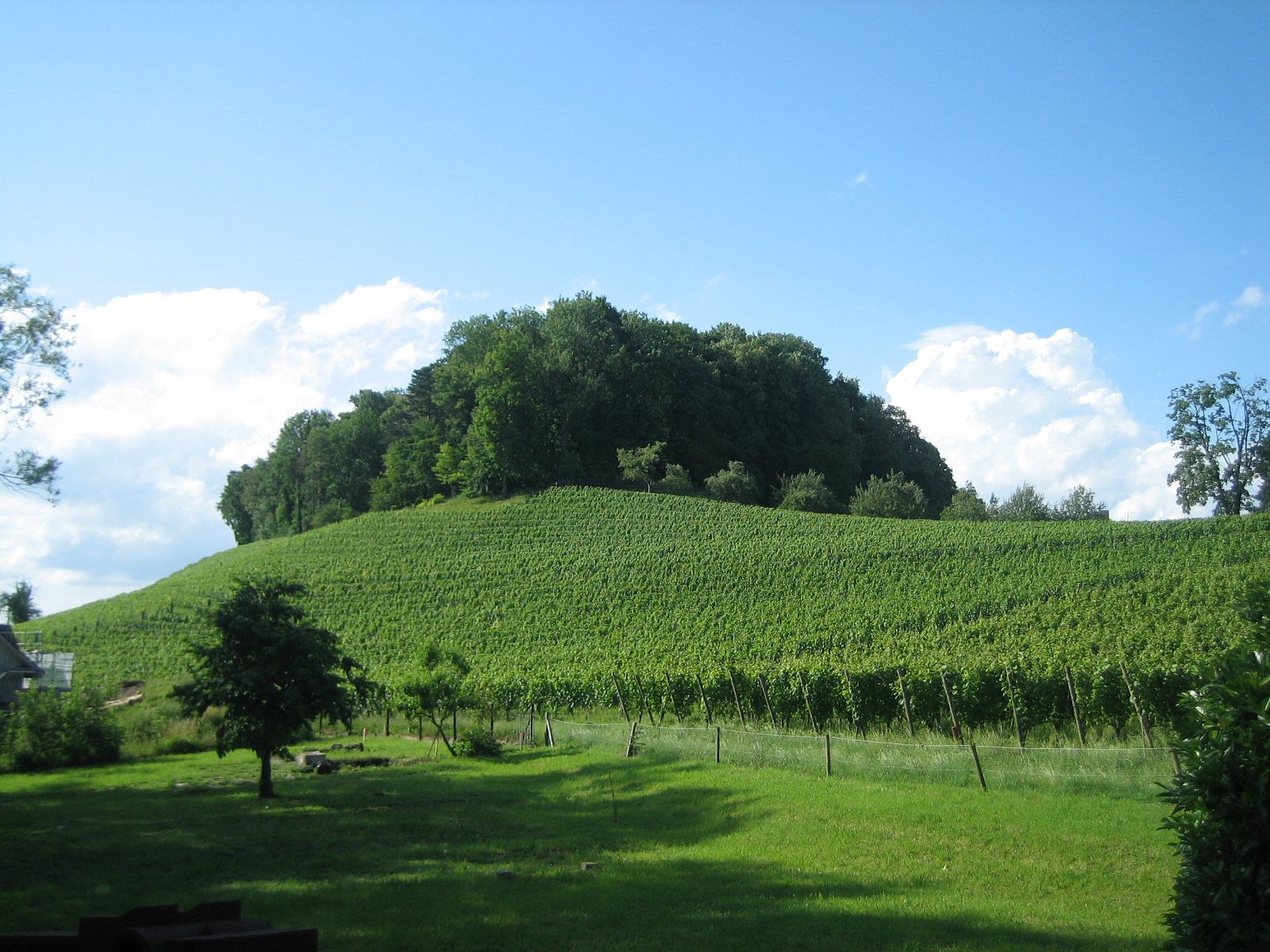
La colline du Burghölzli

La clinique, reconstruite en 1864-1870, est située sur le Burghölzli, une colline boisée du quartier de Riesbach, au sud-est de Zurich. 
L’origine de la clinique peut être attribuée à Wilhelm Griesinger, professeur de médecine interne à l'université de Zurich, qui eut une influence déterminante sur la psychiatrie de son temps en propageant une image moderne et humaine du patient. De 1860 à 1865, il dirigea à Zurich la clinique de médecine interne à travers laquelle il jeta les bases de ce qui allait devenir la clinique psychiatrique.

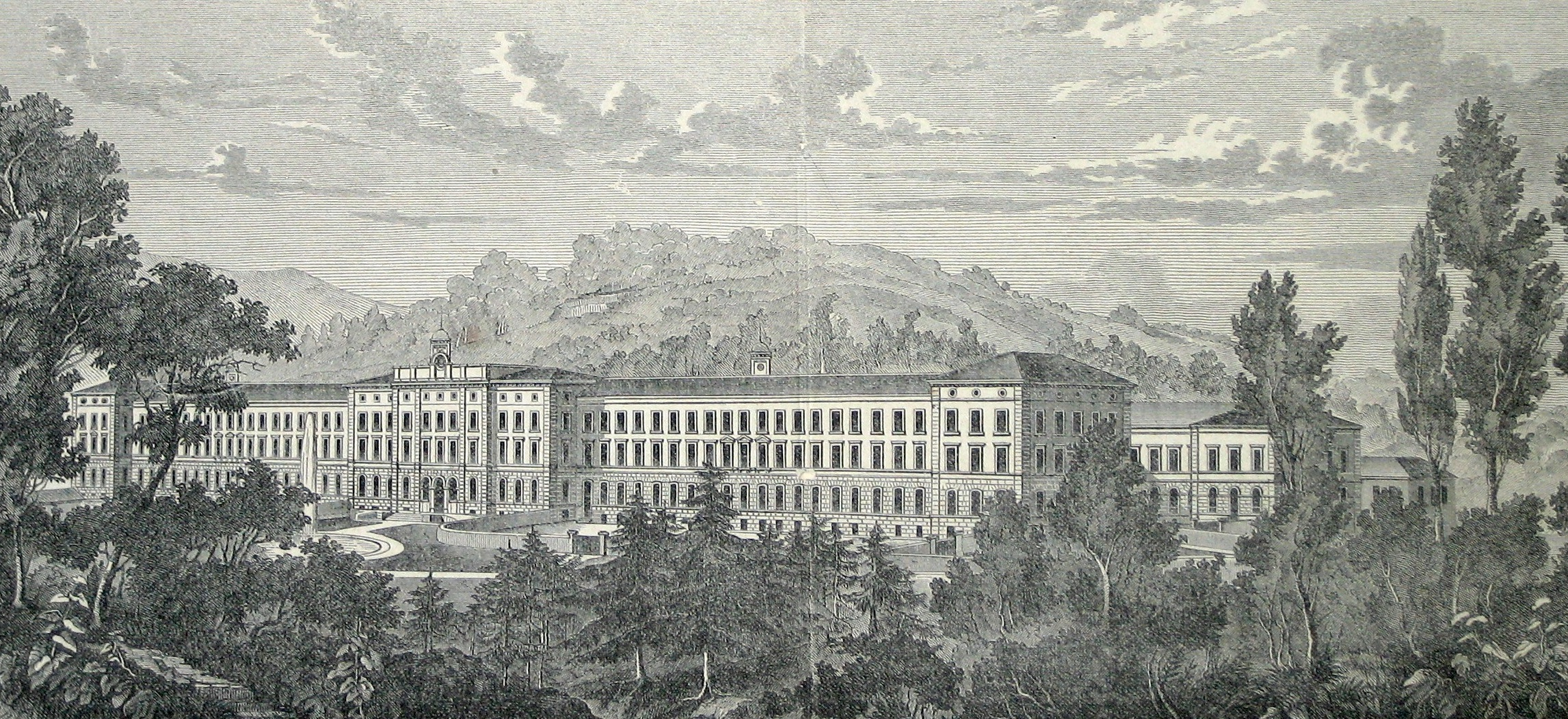
La clinique psychiatrique du Burghölzli vers 1890.

L’ouverture de la clinique eut lieu en 1870 et son premier directeur fut Bernhard von Gudden qui tout comme ses successeurs lia la direction de la clinique à une chaire d’enseignement à l’université de Zurich. N’ayant conservé ce poste que deux ans son influence fut relativement modeste en comparaison de celle de ses successeurs parmi lesquels les plus importants furent Auguste Forel et Eugen Bleuler.   
Tant Forel que Bleuler interdisent que l'on serve de l'alcool aux patients du Burghölzli et sont de fervents militants de l'abstinence. Cette politique est alors très novatrice en Suisse, tandis que d'autres psychiatres accordent encore à l'alcool des vertus curatives. Du fait de leur influence, l'alcool est banni des autres asiles suisses dans la première décennie du vingtième siècle.

### Psychanalyse
Sous la direction d'Eugen Bleuler, le Burghölzli devient la première clinique universitaire à utiliser les concepts de la psychanalyse freudienne dans l'étude de la maladie mentale. À partir de 1906 et en collaboration avec Carl Gustav Jung, qui est alors médecin-chef, l'hôpital devient un creuset de la psychanalyse jungienne. En tant qu'hôpital universitaire, l'institution joue un rôle de formation important. Des grands noms de la psychanalyse ont ainsi travaillé au Burghölzli et ont contribué à la diffusion de courant et de la psychanalyse en général,  dont Karl Abraham, Abraham A. Brill, Eugène Minkowski, Hermann Rorschach, Ludwig Binswanger, Franz Riklin, Adolf Meyer et Emil Oberholzer.

### Interventions physiques et médication
Au début de l'existence du Burghölzli, des opiacés, du chloral et des bromides sont donnés à certains patients. La cure de Sakel est introduite en 1936, le cardiozol en 1937 et l'électroconvulsivothérapie en 1940. La première lobotomie est réalisée en 1946.

### Le Burghözli aujourd'hui
Le Burghölzli est une clinique psychiatrique universitaire qui assume des tâches d'enseignement et de recherche, elle compte 341 lits et admet plus de 1 600 patients chaque année. C'est également un centre de formation pour infirmiers.

## Liste des directeurs
- 1870–1872 : Bernhard von Gudden
- 1873–1874 : Gustav Huguenin (en)
- 1875–1879 : Eduard Hitzig
- 1879–1898 : Auguste Forel
- 1898–1927 : Eugen Bleuler
- 1927–1941 : Hans W. Maier (de)
- 1942–1969 : Manfred Bleuler
- 1970–1989 : Klaus Ernst (de), directeur médical
- 1991–2009 : Daniel Hell (de), directeur médical
- Depuis 2009 : Erich Seifritz (de)[5]

## Quelques patients célèbres
- Heinrich Leuthold (1827-1879)
- Sabina Spielrein (1885-1942)
- Friedrich Glauser (1896-1938)
- Lucia Joyce (1907-1982)
- Eduard Einstein (fils cadet) (de) (1910-1965)